# Nasdaq Composite

Динаміка індексу NASDAQ Composite з 1971 по квітень 2007. На графіку чітко видно різкий ріст, а потім падіння індексу під час краху доткомів

Nasdaq Composite (досить часто трейдери називають його просто Nasdaq) - це загальний індекс NASDAQ. Він включає більше трьох тисяч компаній (як американських, так і іноземних), які входять до лістингу біржі NASDAQ. Акції будь-якої з цих компанії впливають на індекс пропорційно своїй ринковій вартості. Ринкова вартість розраховується дуже просто: загальне число акцій компанії помножується на поточну ринкову вартість однієї акції.
Основною особливістю даного індексу є те, що число іноземних компаній, представлених у ньому, – дуже велике. І їх кількість значно перевищує кількість іноземних компаній, представлених в AMEX і NYSE.
Через специфіку біржі NASDAQ індекс вважається важливим показником динаміки курсу паперів високотехнологічних і швидко зростаючих компаній.

## Історія
Вперше індекс був розрахований 5 березня 1971 року з рівня 100 пунктів. У жовтні 1974 року індекс досяг найменшого значення за весь час його розрахунку – 54 пункти. 17 червня 1995 року індекс вперше закрився вище рівня 1000 пунктів. 10 березня 2000 року Nasdaq Composite досяг значення у 5 132,52, хоча сам день індекс закінчив зі значенням 5048,62 пункти. Після чого почалося його стрімке падіння внаслідок кризи спричиненої крахом доткомів.